# Cathrine Andersen
Cathrine Andersen (Stora Herrestad, 19 giugno 1960) è un'ex cestista svedese.

## Carriera
Con la Svezia ha disputato i Campionati europei del 1978.